# Primera División 1935 (Chili)

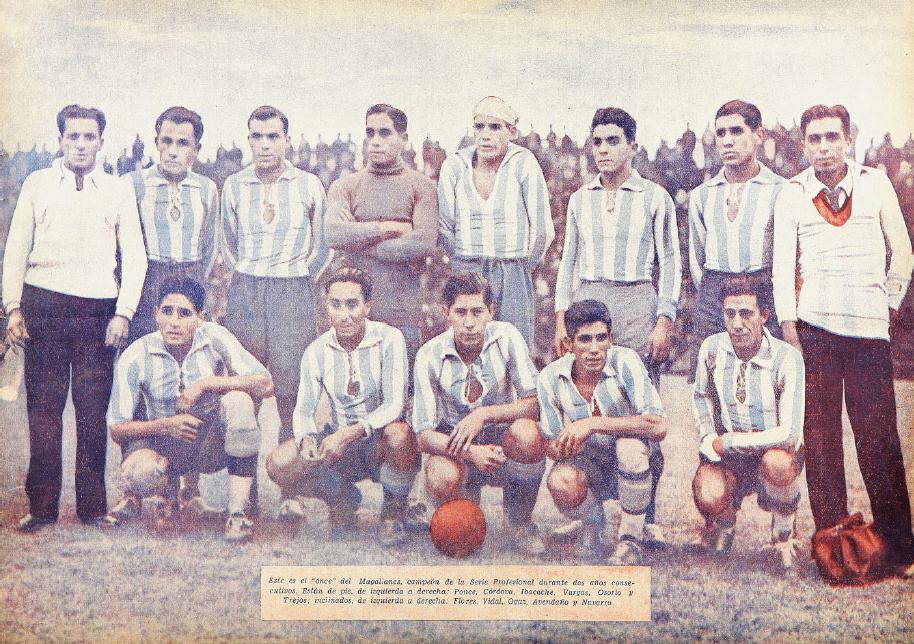
Kampioensteam van Magallanes 1935

In 1935 werd het derde seizoen gespeeld van de Primera División, de hoogste voetbalklasse van Chili. Magallanes werd kampioen. 

## Eindstand
| Plaats | Club           | Wed. | W | G | V | Saldo | Ptn. |
| ------ | -------------- | ---- | - | - | - | ----- | ---- |
| 1      | Magallanes     | 10   | 7 | 0 | 3 | 35:19 | 14   |
| 2      | Audax Italiano | 10   | 6 | 2 | 2 | 40:28 | 13   |
| 3      | Badminton      | 10   | 5 | 1 | 4 | 28:28 | 12   |
| 4      | Colo-Colo      | 10   | 5 | 2 | 3 | 28:23 | 11   |
| 5      | Unión Española | 10   | 2 | 1 | 7 | 14:29 | 6    |
| 6      | Santiago FC    | 10   | 0 | 4 | 6 | 20:38 | 4    |

|  | Kampioen |